# Attagenus leprieuri
Attagenus leprieuri es una especie de coleóptero de la familia Dermestidae.

## Distribución geográfica
Habita en Xinjiang, Irán, Kazajistán y Mongolia.